# Manuel Echeverría
Manuel Echeverría (n. Ciudad de México, 5 de enero de 1942) es un escritor y abogado mexicano ganador del Premio Xavier Villaurrutia de 1974 por su novela Un redoble muy largo. Sin embargo, el autor rechazó el premio en protesta porque era otorgado a varios escritores al mismo tiempo.

## Biografía
Manuel Echeverría nació en la Ciudad de México el 5 de enero de 1942 y estudió la licenciatura en Derecho en la Universidad Nacional Autónoma de México. Aunque había escrito ya dos novelas, su obra comenzó a valorarse hasta que escribió Un redoble muy largo (1974) —publicado por la editorial Joaquín Mortiz, que lo convirtió en ganador del Premio Xavier Villaurrutia. Sin embargo, el autor decidió rechazar el premio en «señal de rebeldía» porque consideraba que el jurado elegía varios ganadores para evitar el compromiso. Según él, había dejado de ser «un reconocimiento para convertirse en un sistema de concesiones colectivas».
Echeverría ha colaborado con artículos y cuentos para diferentes medios impresos como Cuadernos de Bellas Artes, Cuadernos del Viento , Estaciones, «El Gallo Ilustrado» —suplemento de El Día— y «El Heraldo Cultural» —suplemento de El Heraldo de México—. Vive alejado de los medios, no le gusta dar entrevistas y tampoco hacer presentaciones de sus libros.

## Obra
Entre sus obras se encuentran:

### Ensayo
- Hans Kelsen y los juristas mexicanos (1968)

### Novela
- Último sol (1968)
- Las manos del fuego (1970)
- Un redoble muy largo (1974)
- El enviado especial (1984)
- La noche del grillo (1987)
- Historia de un desconocido (1995)
- A sangre y fuego (1999)
- La sombra del tiempo (2005)
- Las tinieblas del corazón (2008)
- El abogado del Kremlin (2010)
- El amante judío (2016)

1. ↑  «Manuel Echeverría». Enciclopedia de la Literatura en México. Fundación para las Letras Mexicanas. Consultado el 27 de julio de 2017.
2. ↑  Prieto, Francisco (2011). Tres novelas del deseo y de la culpa. México: Fondo de Cultura Económica. ISBN 9786071606631.
3. ↑  Flores, Mauricio (20 de junio de 2016). «La crítica: El México en los años 60». Milenio. Consultado el 27 de julio de 2017.
4. 1 2  Gámez, Silvia Isabel (2 de mayo de 2006). «Sale de la sombra Manuel Echeverría». Reforma.
5. 1 2  Centro de Estudios Literarios, Universidad Nacional Autónoma de México (1988). Diccionario de escritores mexicanos, siglo XX: D-F. UNAM. pp. 98-100. ISBN 9789683628244.
6. ↑  «Echeverría, Manuel». Catálogo Bibliográfico de la Literatura en México. INBA. Consultado el 27 de julio de 2017.
7. ↑  «Bibliografía directa de  Manuel Echeverría». Enciclopedia de la Literatura en México. Fundación para las Letras Mexicanas. Consultado el 27 de julio de 2017.

- Datos: Q21553494